# 凤城镇 (凤山县)
凤城镇，是中华人民共和国广西壮族自治区河池市凤山县下辖的一个乡镇级行政单位。

## 行政区划
凤城镇下辖以下地区：
凤阳社区、东棚社区、巴烈村、巴旁村、松仁村、久文村、才劳村、长洞村、拉仁村、凤凰村、兴隆村、恒里村、京里村、良利村、林兰村和弄者村。